# Rue Bankova
La rue Bankova (en ukrainien : вулиця Банкова, voulytsia Bankova) est une rue du centre de Kiev.

## Situation et accès
Cette voie est située dans le quartier de Lypky, dans le district de Pechersk. La plus grande partie de la rue est piétonne et fermée, car elle abrite l'administration présidentielle ukrainienne et diverses résidences officielles, notamment la maison aux Chimères.
De 1905 aux environs de 1946, une ligne de tramway (selon l'époque aux no 7 et 18) traversait la rue, reliant la place Bessarabska, près de Khrechtchatyk, à la rue Hrouchevsky.
La partie sud proche de la rue luthérienne a un accès limité et est clôturée par des points de contrôle autour de l'administration présidentielle. Il y a un escalier qui mène à un petit parc qui est une arrière-cour de la Maison aux Chimères. Le parc est à un niveau inférieur par rapport à la rue Bank, mais au même niveau qu’un parc du théâtre national Ivan Franko. La zone appartient au Kievenerho où se trouve le siège de la société dans un bâtiment de l'ancien 8e gymnase de Kiev.
Selon certaines informations, sous le bâtiment de l'administration présidentielle et des bâtiments des comités parlementaires, il existe un système de passages souterrains.

## Historique
La rue Bankova a été construite pour la première fois, en 1870 sur le domaine du gouverneur général F. Trepov. Au cours de son histoire, la rue a porté plusieurs noms dont Tsaredarska, Trepovska (en l'honneur de G. G. Trepov), Bankova, Komynistytchna (de 1919 à 1938) et Ordjonikidze (de 1938 à 1992). Au cours de la Seconde Guerre mondiale, elle a été appelée Bismark Strasse. En 1992, la rue a été renommée une fois de plus pour porter enfin son nom historique, « Bankova ». Ce nom qu'elle porte jusqu'à présent, s'inspire du bâtiment construit en 1840, qui se trouve dans la même rue et qui abrite la Banque d'État, d'où le nom de « rue de la Banque ». Aujourd'hui, la banque est située au 7 rue Instytoutska.
La rue relie les rues Instytoutska et Krouhloouniversitetska en passant par la rue Liouteranska. Au no 2 se trouvait le manoir du magnat du sucre Simkha Liebermann, qui abrite à présent le siège de l'Union des écrivains ukrainiens, construit en 1879 et redessiné pour Liebermann en 1898 par l'architecte Vladimir Nikolaïev. Aux numéros 9 et 11 se trouve l'administration présidentielle de l'Ukraine et le numéro 10 est la Maison aux Chimères.
Un segment entre les rues Louteranska et Krouhloouniversitetska est à sens unique vers Krouhloouniversitetska.

## Bâtiments remarquables et lieux de mémoire
- 1/10
- 2 Maison Lieberman, construite en 1898
- 3
- 5-7 Bâtiment des commissions parlementaires
- 6-8 Bâtiment des commissions parlementaires
- 10 Maison aux Chimères, construite en 1901-03 pour Vladislav Gorodetski, maintenant résidence présidentielle
- 11 bâtiment de l'administration présidentielle, construit dans les années 1930
- 12

## Galerie

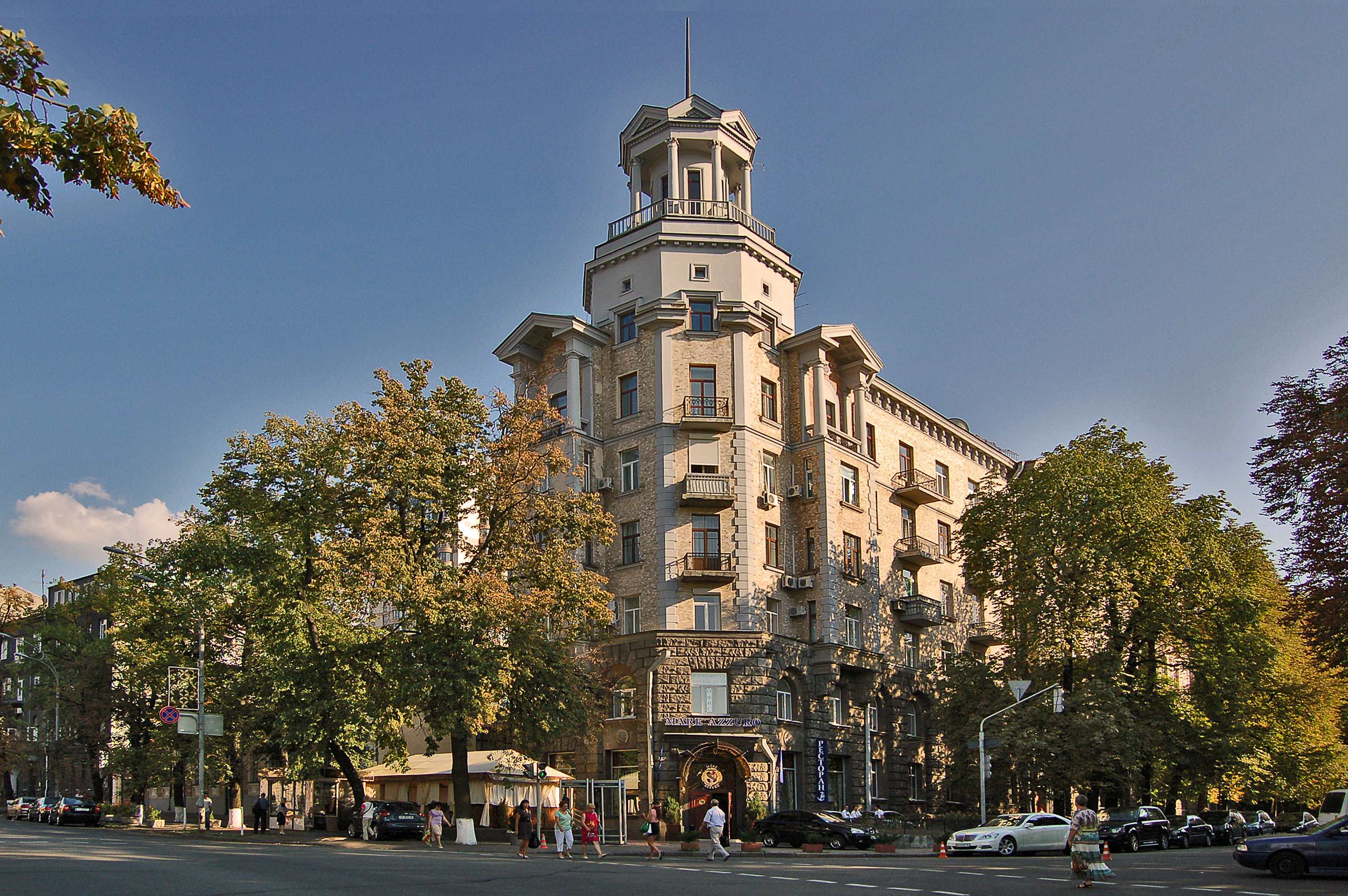
1/10 Bank Street (à la rue Institute).
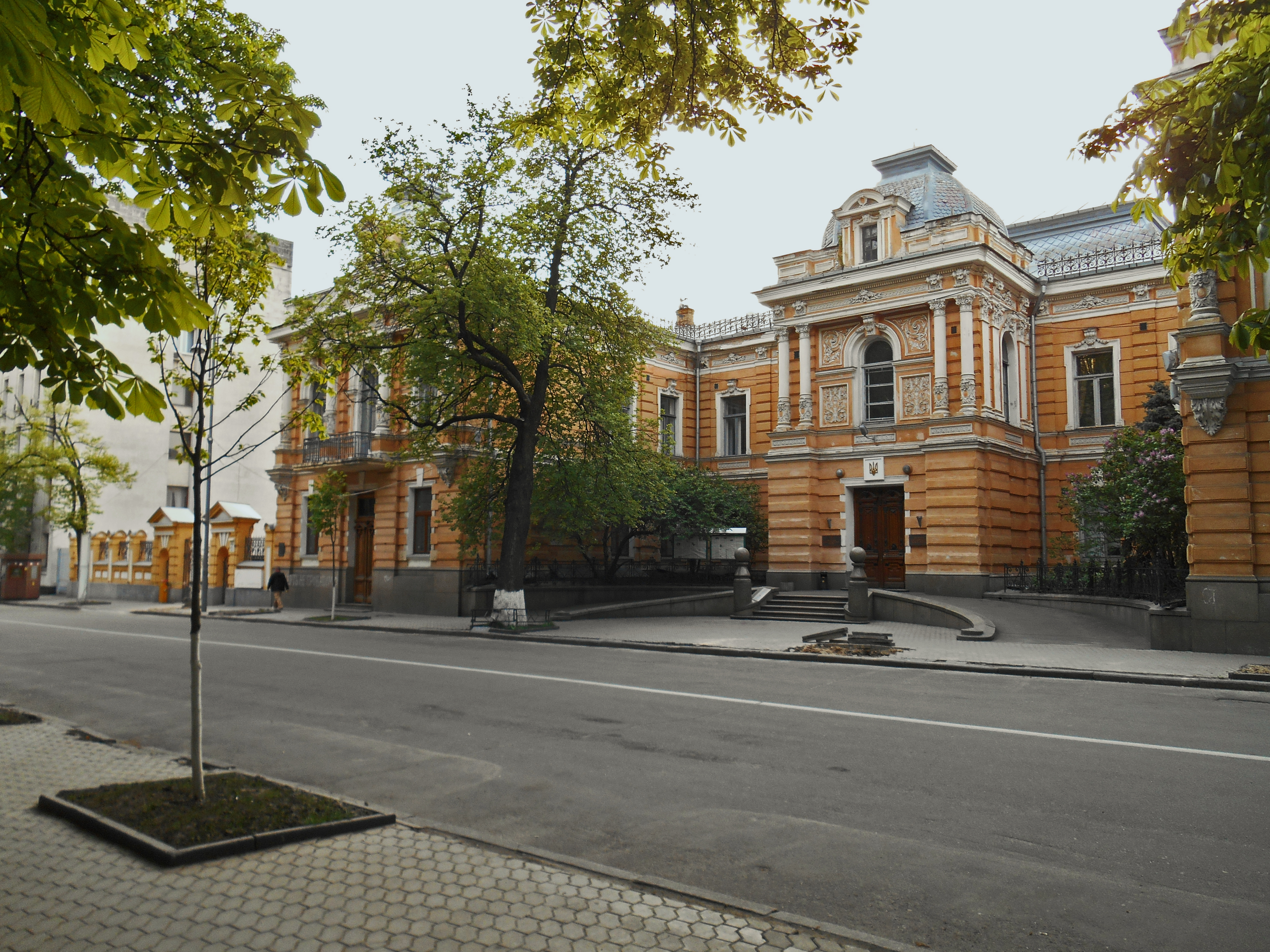
2 rue Bank.
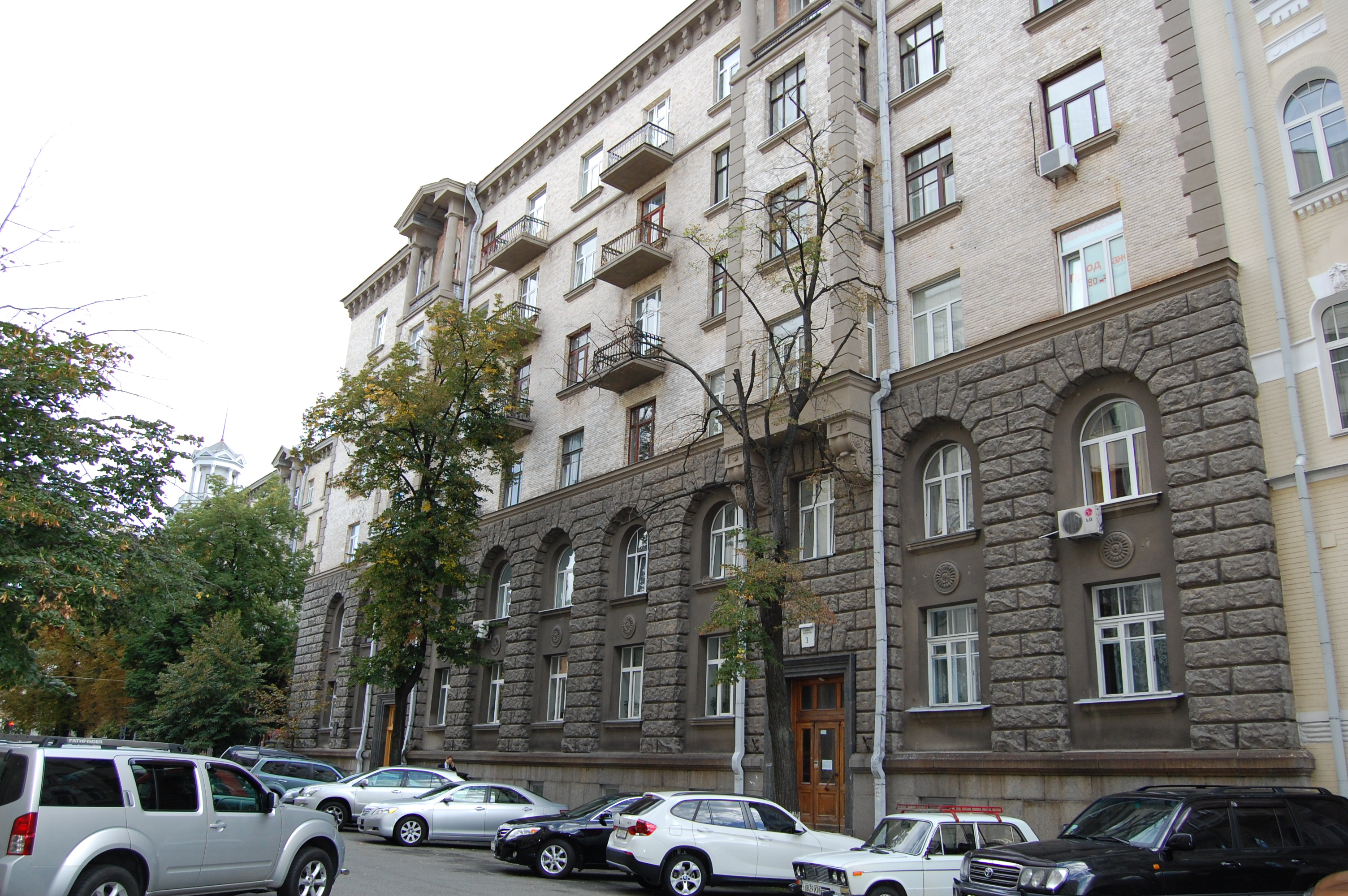
3 rue Bank.
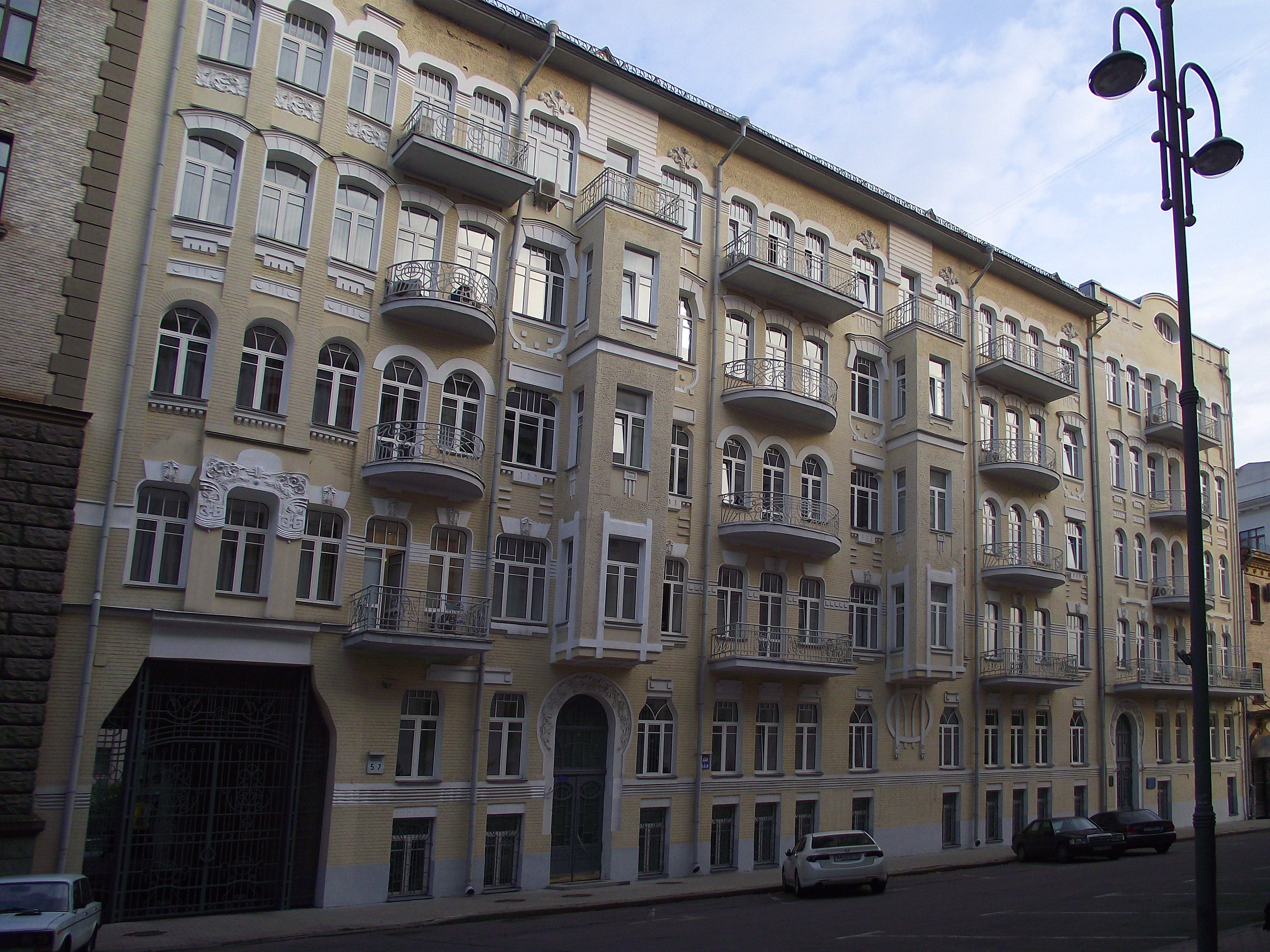
5-7 Bank Street.
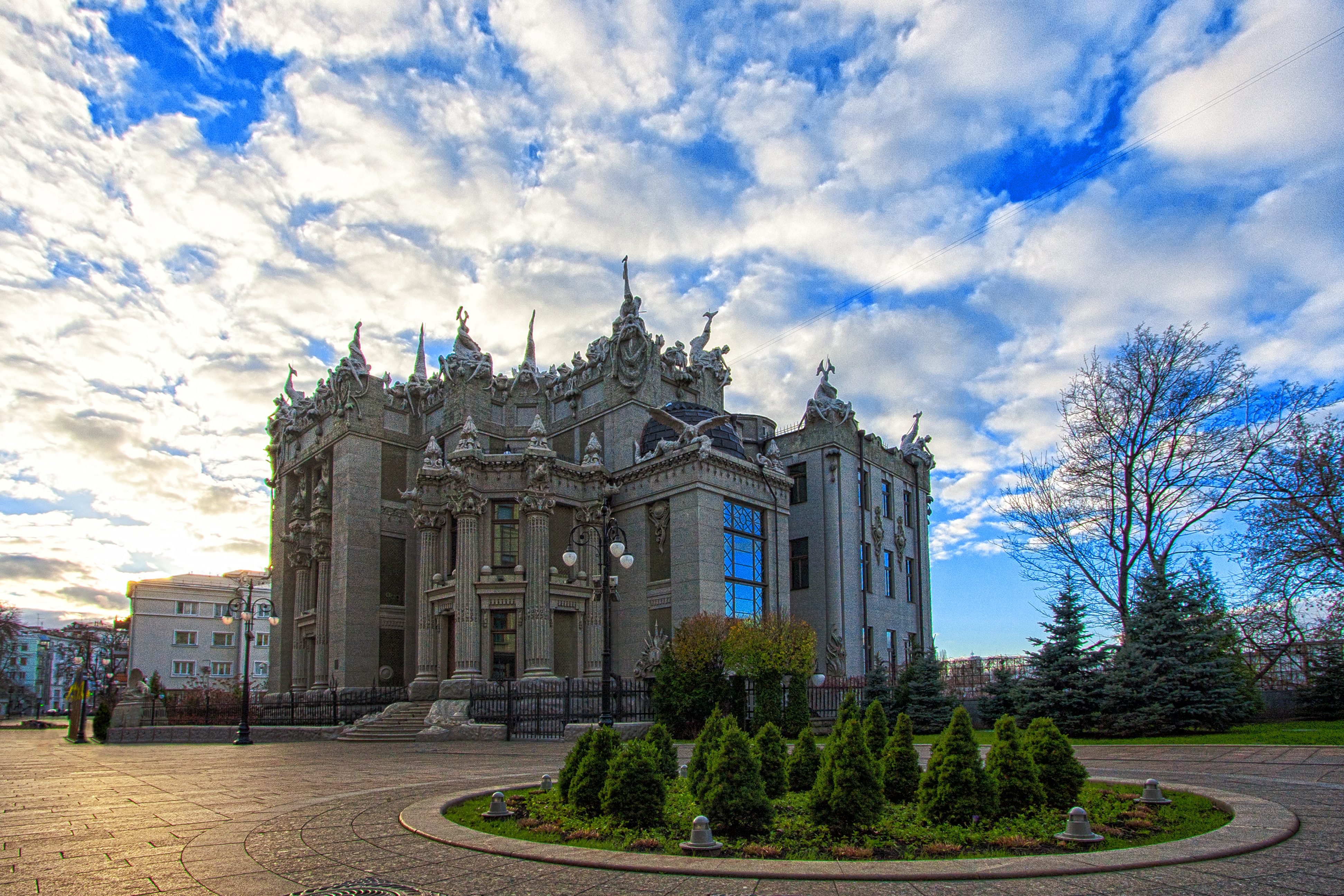
10 rue Bank.
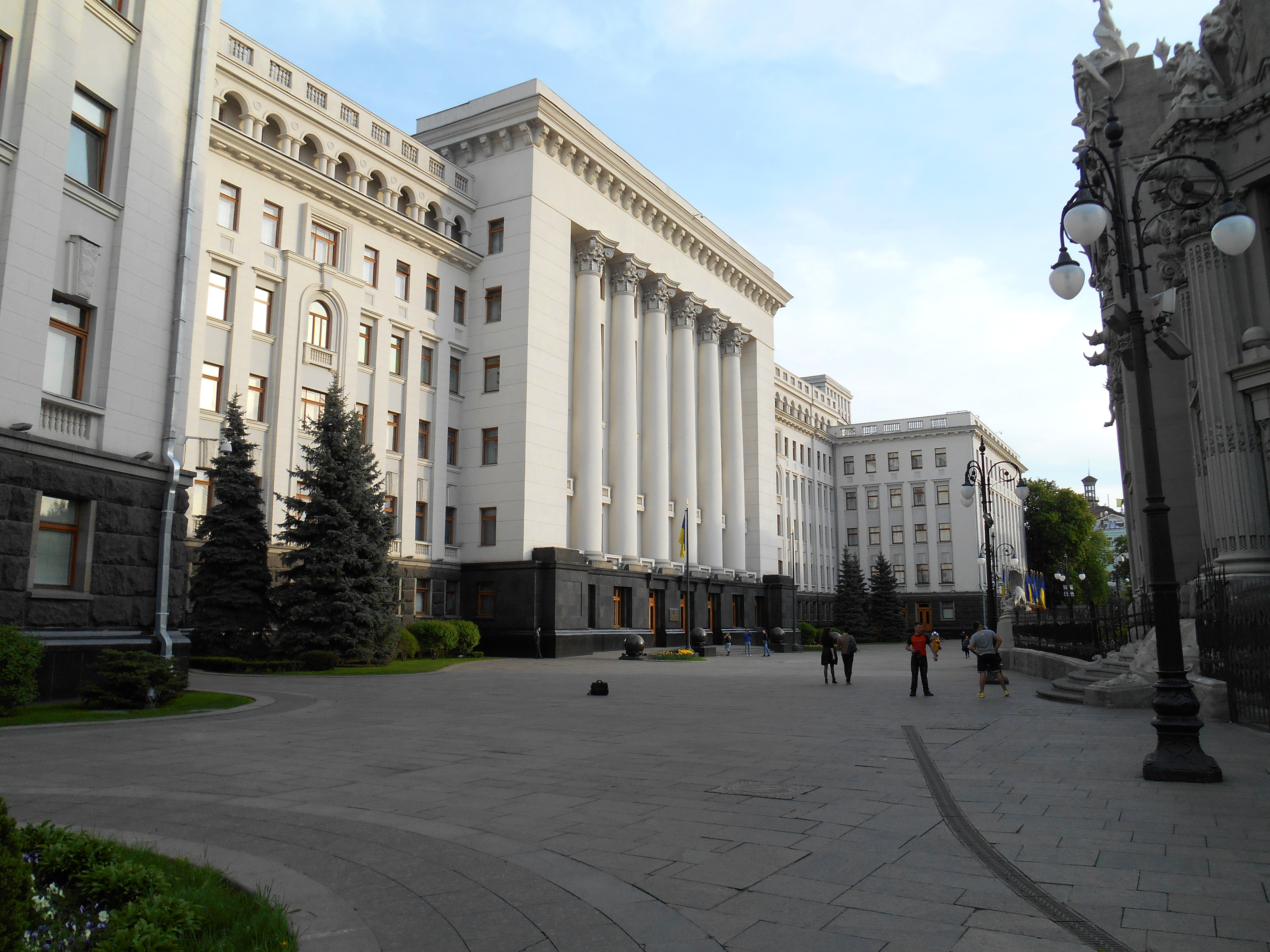
11 rue Bank.
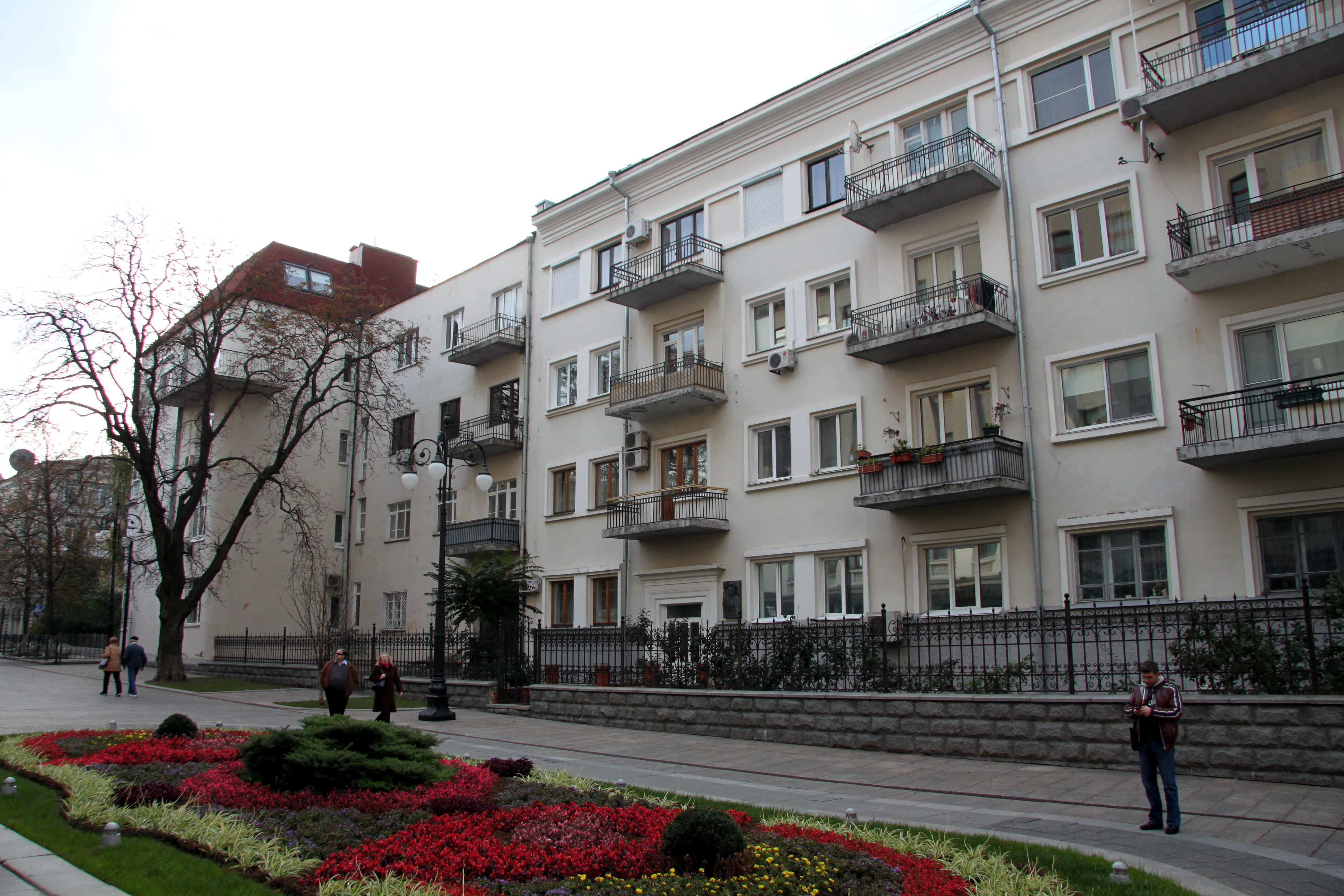
12 rue Bank.
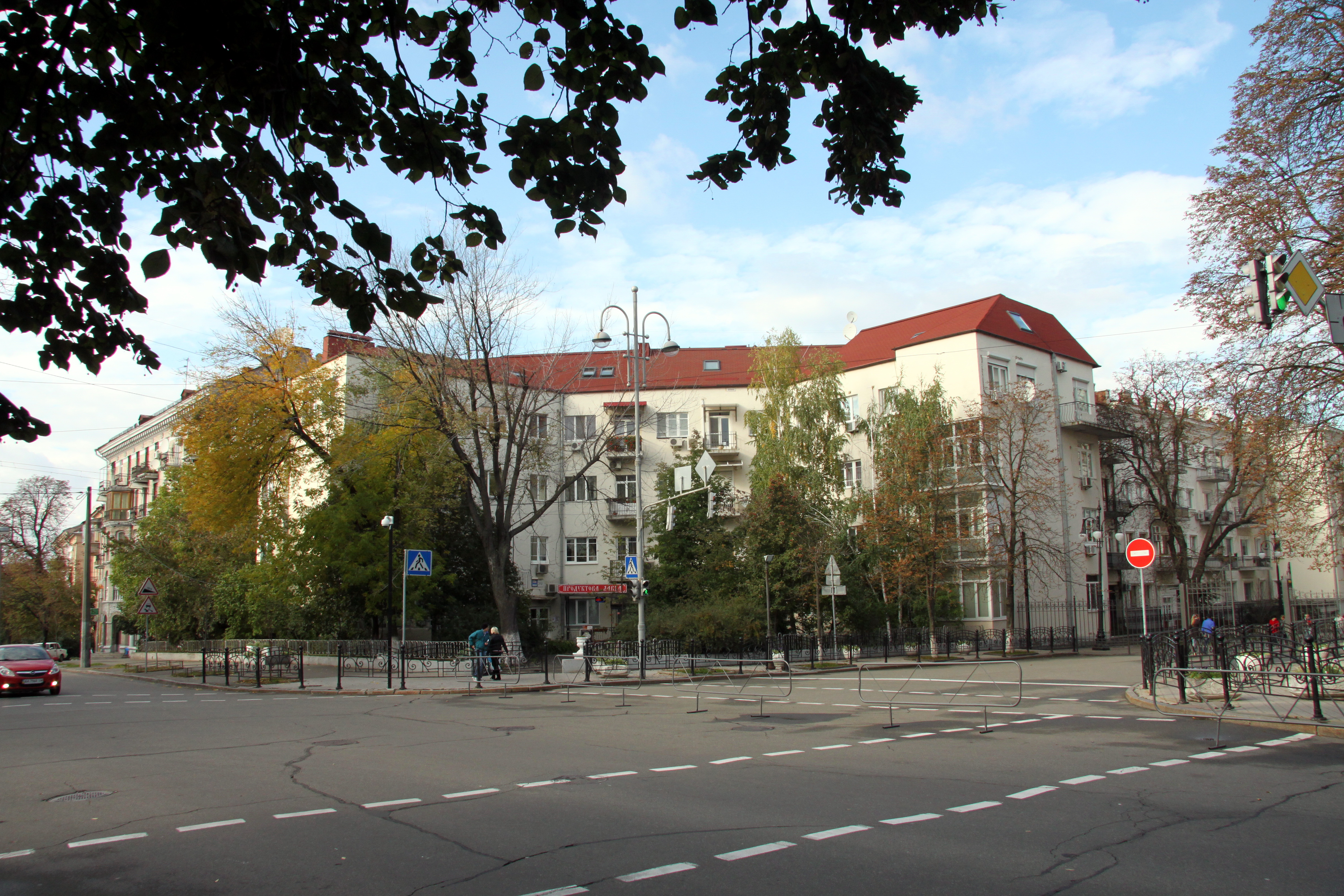
21/12 rue luthérienne.